# Fernico
Le Fernico est un alliage de fer (Fe), nickel (Ni) et cobalt (Co).  Le nom Fernico est (ou était) une marque déposée. Cet alliage a le même coefficient de dilatation que certains verres ce qui en fait la matière idéale pour réaliser les sorties des ampoules électriques et des tubes électroniques.
Le Cunife possède les mêmes propriétés.